# Linacephalus subreticulatus
Linacephalus subreticulatus är en insektsart som beskrevs av George Willis Kirkaldy 1906. Linacephalus subreticulatus ingår i släktet Linacephalus och familjen dvärgstritar. Inga underarter finns listade i Catalogue of Life.